# 枫泾站
枫泾站位于中国上海市金山区枫泾镇北侧，是沪昆线车站，建于1909年。车站由上海局集团南翔直属站管辖，为四等站，目前不办理客货运业务。
未来南枫线将经过本站。

## 概要
枫泾站于清宣统元年（1909年）四月建成启用，初名冒家圩站，后更为现名。车站建成初期为三等站、系商办沪杭铁路沪段和浙段的接轨站，两端列车运行至本站折返。1914年4月沪杭铁路国有化后开行沪杭直通列车，本站因此将为四等站，每日有1对快车、1对区间车停靠。民国26年（1937年），该站遭日军炸毁，后重建:85,86。
中共建政后车站再次进行重建。当时车站占地面积89405平方米，站内铺设4条股道；站房总面积1479平方米，其中候车室127平方米；站场西南侧设有面积75180平方米的货场。车站长期每日有2对列车停靠，为枫泾当地居民主要的交通方式之一。虽然车站客流在1960年代末松枫、嘉枫公路修复后不断减少，但车站于1989年每日仍有2对列车停靠:85,86。
2009年时，该站尚有一对K8429/8430次列车（上海-兰溪）停靠此站，但自2009年5月4日起该次列车不再停靠本站，目前枫泾站已不办理客运业务。

## 图片

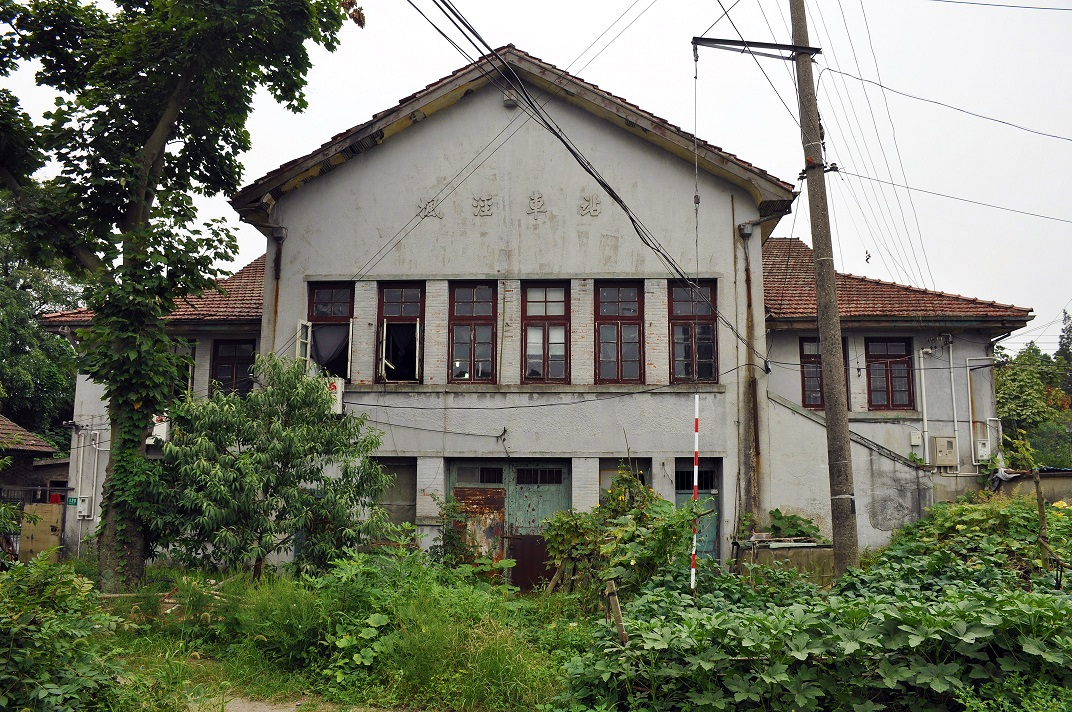
原枫泾火车站候车室
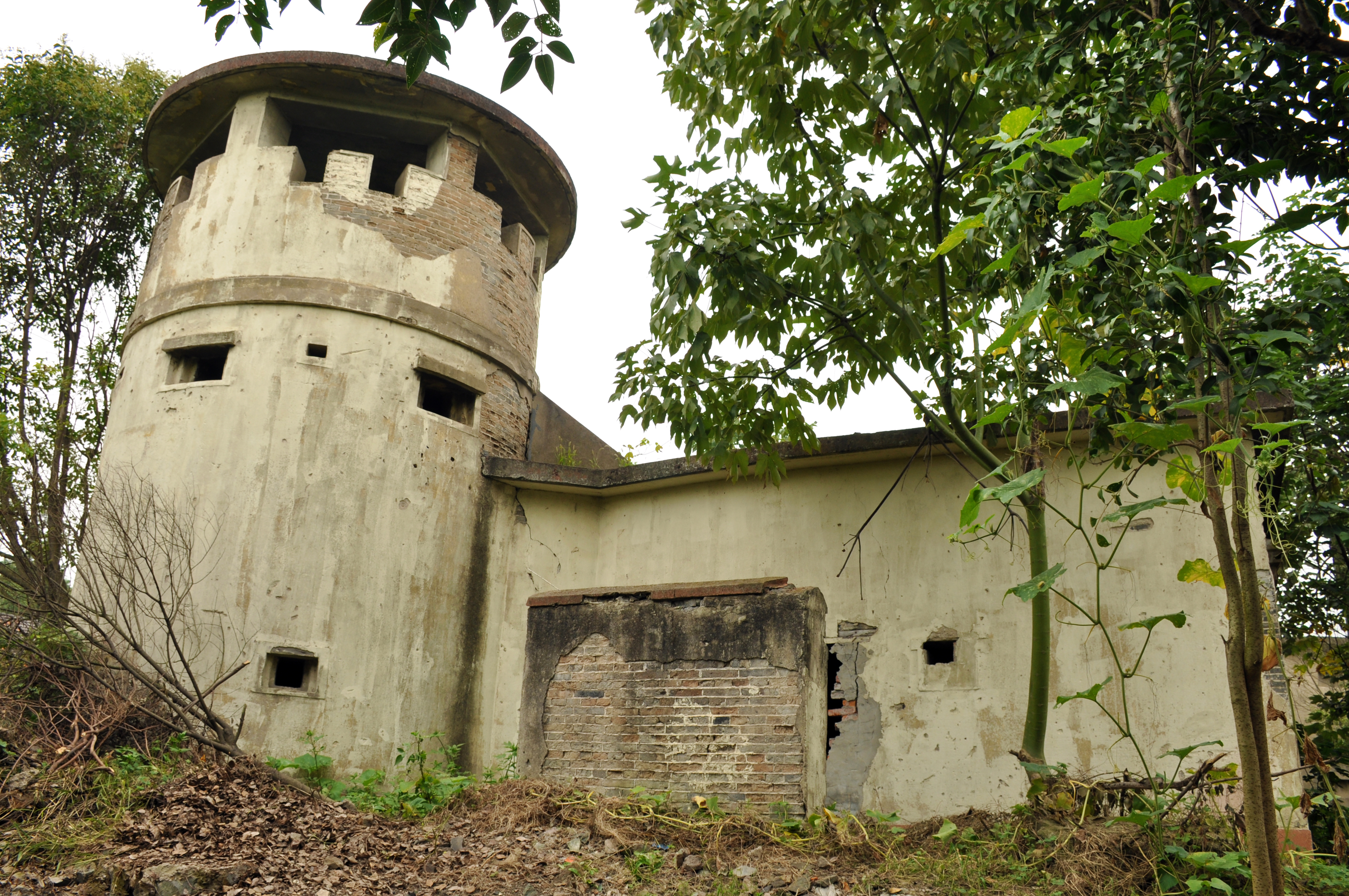
原枫泾火车站南岗楼
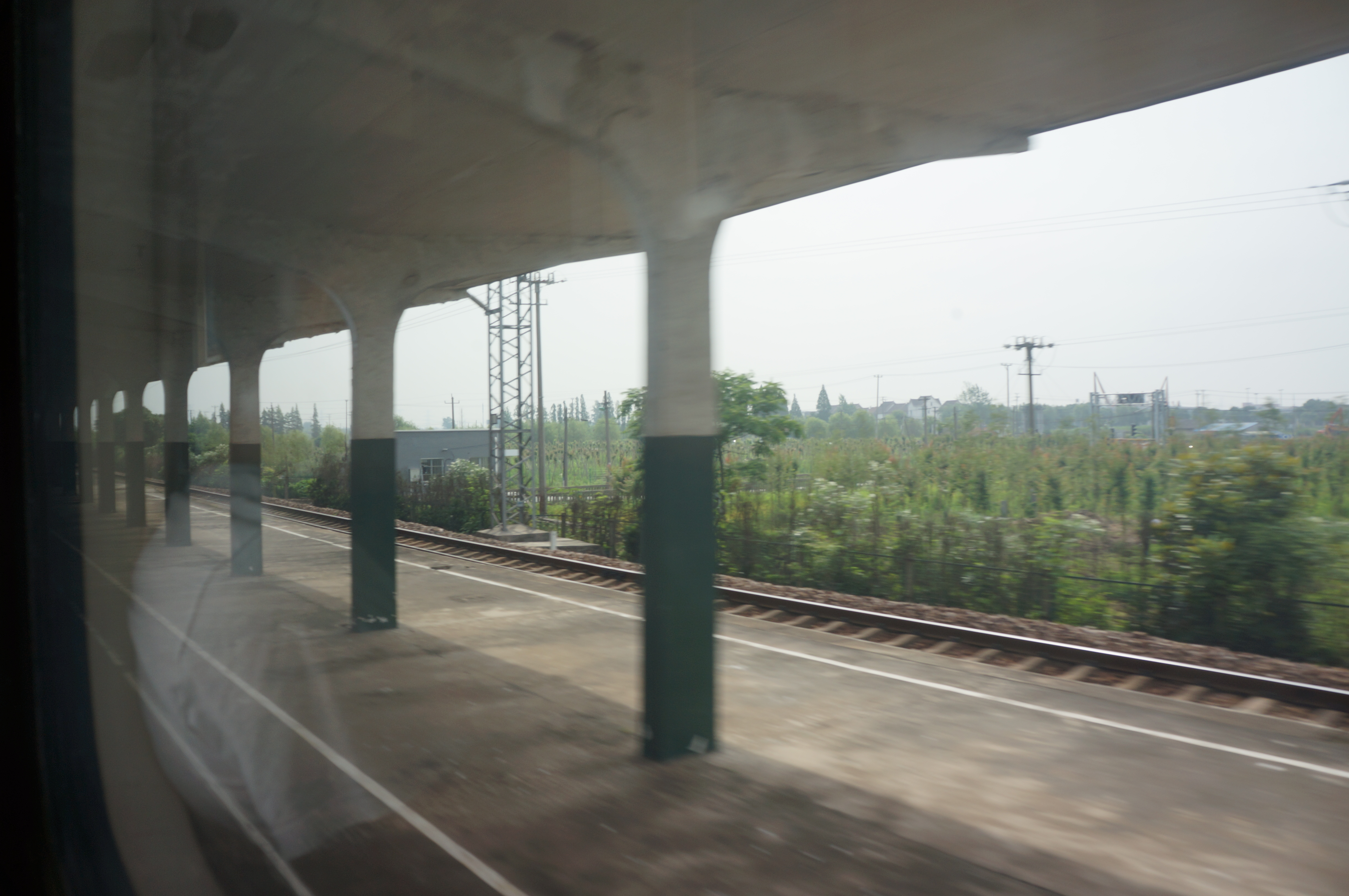
车站二站台
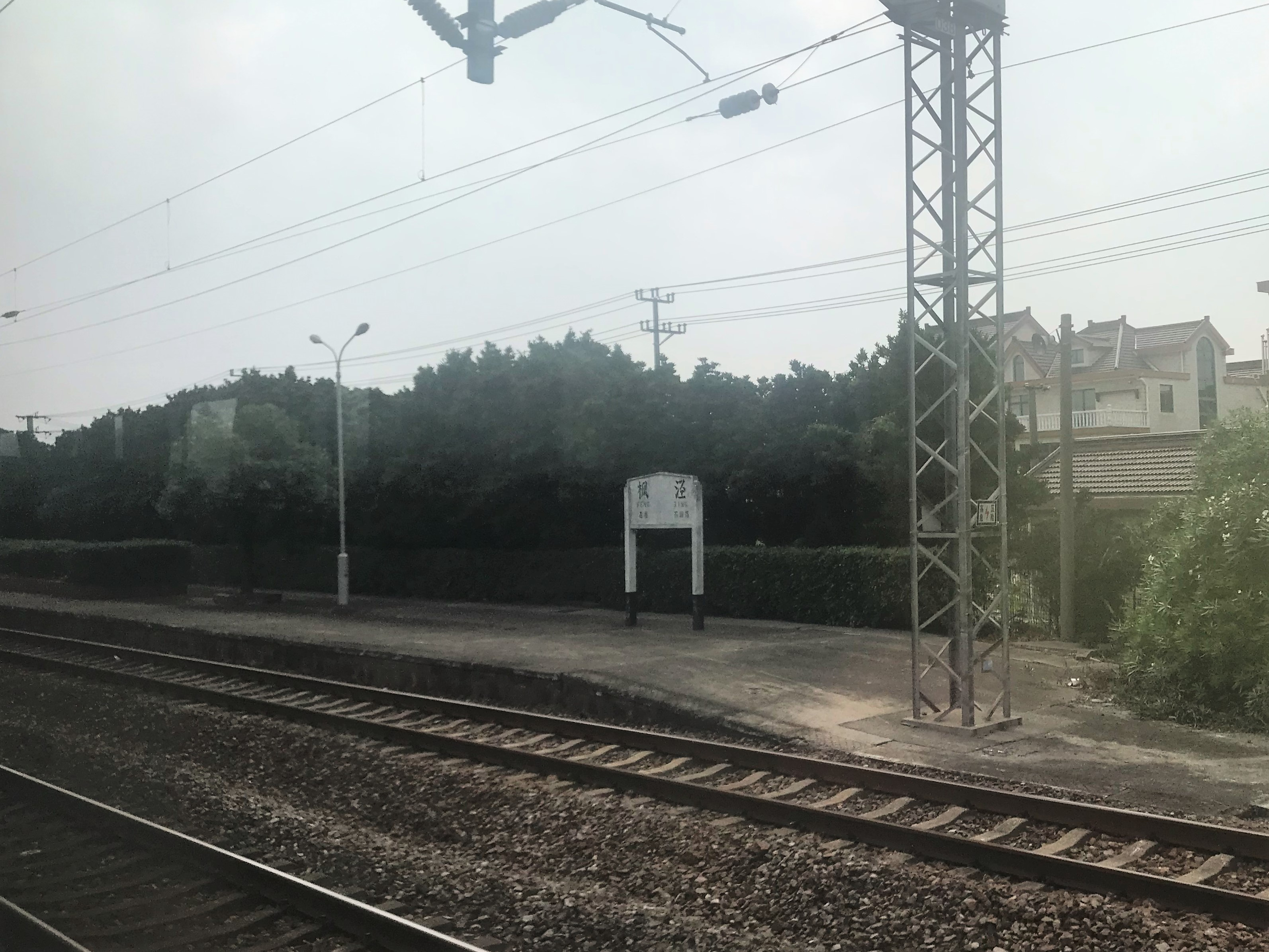
车站站牌